# Mount Dick
Mount Dick ist der höchste Berg der neuseeländischen Auckland Islands im Südpazifik. Er liegt im Südwesten von Adams Island, dem südlichen Kraterrand eines weitgehend erodierten, 12 Mio. Jahre alten Vulkans aus dem Miozän. Er erreicht eine Höhe von 705 m.